# Лужани (Дервента)
Лужани (серб. Лужани, босн. Lužani) — населенный пункт (деревня) в общине Дервента, который принадлежит энтитету Республике Сербской, Босния и Герцеговина. По результатам югославской переписи населения 1991 года в Лужанях проживало 356 человек.

## Население
В населении деревни преобладают мусульмане (боснийцы).
| 1991                           | - | - | - | - | - | - |
| ------------------------------ | - | - | - | - | - | - |
| 356                            | - | - | - | - | - | - |
| Гистограмма динамики населения |   |   |   |   |   |   |

### Национальный состав
1991 год:
- Сербы — 1 человек (0,28 %)
- Хорваты — 22 человека (8,99 %)
- Югославы — 10 человек (2,80 %)
- Мусульмане — 323 человека (90,73 %)
- Другие — 0 человек (0,00 %)